# Mitochondriální DNA

Příklad molekuly mtDNA: na lidské kruhové molekule mtDNA je znázorněno umístění některých genů

Mitochondriální DNA (též mtDNA, mDNA či chondriom) je označení pro DNA, která se nachází v mitochondriích a tvoří tak součást mimojaderné genetické informace. Mitochondriální DNA je zpravidla kruhová (cirkulární) a svým charakterem se podobá prokaryotnímu nukleoidu a nikoliv eukaryotickým chromozomům. Mitochondriální DNA tedy představuje doklad endosymbiotické teorie, tzn. předpokladu, že mitochondrie v procesu eukaryogeneze vznikly pohlcením a „ochočením“ určitých proteobakterií z příbuzenstva rodu Rickettsia.

## Evoluce
Mitochondriální DNA je odvozena od bakteriální DNA jisté, přibližně 2 miliardy let staré alfaproteobakterie, která byla pohlcena v procesu evoluce eukaryotické buňky. Příbuzným se jeví zejména parazitický bakteriální rod Rickettsia. Jako důkaz k těmto tvrzením vědcům slouží sekvenování DNA z malé i velké ribozomální podjednotky mtDNA a alfaproteobakterií.
Mnoho genů však během evoluce bylo z mtDNA horizontálně přeneseno do buněčného jádra. A mohou být přeneseny všechny. Tím je možné vysvětlit skutečnost, že mnohé geny v jádře kódující různé mitochondriální proteiny silně připomínají bakteriální proteiny.

## Genom
Mitochondriální DNA patří (např. společně s plastidovou DNA) mezi mimochromosomální DNA. Její uspořádání se odlišuje od jaderného genomu eukaryotické buňky a je podobné uspořádání genomu prokaryot. Je obvykle kruhová, ačkoliv u některých skupin má i lineární tvar (např. mtDNA kvasinek může být lineární, nálevník Tetrahymena či Plasmodium) nebo rozdělená do několika oddělených částí („minichromozomů“, jako např. u vší). Každá mitochondrie obsahuje řádově jednotky až desítky molekul mtDNA, navíc je nutné si uvědomit, že buňka může obsahovat až několik tisíc mitochondrií (např. v případě jaterních buněk savců), žabí vajíčko až několik milionů. V žabích vajíčkách tvoří mitochondriální DNA, pokud vynásobíme počet mitochondrií počtem kopií DNA, paradoxně většinu celkové genetické informace vajíčka. V běžných lidských buňkách však tvoří mtDNA jen velmi malou část DNA.
Velikost jedné molekuly DNA se udává v párech nukleových bází. Sekvenací byl zjištěn počet a pořadí bází u několika stovek organizmů. Velmi malou mtDNA má Plasmodium falciparum (jen 6000 bp), zatímco některé vyšší rostliny mají až 300 000 párů bází. Savci mají obvykle kolem 16 500 párů bází. Velikost genomu samozřejmě nekoreluje s počtem genů. Zatímco lidská DNA kóduje 13 proteinů, 22× větší DNA huseníčku (A. thaliana) kóduje 31 proteinů, tedy jen asi 2,5× více. DNA huseníčku je tedy zřejmě z části junk DNA bez zřejmé funkce.
Co se týče molekulární struktury, mtDNA není asociována s bílkovinami a genetický kód využívaný v mitochondriích je mírně odlišný od kódu jaderného (např. UGA není stopkodon, nýbrž kóduje tryptofan).

### Lidská mitochondriální DNA
Lidská mitochondriální DNA má velikost 16 569 párů bází, celkem obsahuje 37 genů, z toho 24 představují geny pro různou nekódující RNA (2 geny pro 16S a 23S rRNA a 22 genů pro tRNA). Zbývajících 13 genů kóduje vlastní mitochondriální polypeptidy podílející se na enzymatické výbavě mitochondrií. Tyto proteiny jsou využívány během oxidativní fosforylace.

## Co kóduje
Mitochondriální DNA kóduje rRNA a tRNA využívané při transkripci a translaci v mitochondriích a také některé mitochondriální bílkoviny. Většina bílkovin je však do mitochondrií importována z cytoplazmy. Mitochondrie jakožto semiautonomní organely v průběhu evoluce část své původní genetické informace ztratily – některé geny přešly do buněčného jádra.
Geny jsou kódovány na H (těžkém) vláknu DNA. Informace je komprimovaná, neobsahuje např. introny. Proteosyntetický aparát mitochondrií má několik odchylek proti ostatním známým analogickým aparátům, např. velikost rRNA podjednotek, pouhých 22 tRNA typů. Další rozdíly jsou v genetickém kódu mitochondrií, 4 triplety mají jiný význam proti jadernému genomu, rozdíly spočívají v iniciaci a terminaci.

## Dědičnost mtDNA
V případě mtDNA dochází zejména u živočichů k tzv. maternální dědičnosti – je známo, že drtivá většina mitochondriální genetické informace je děděna pouze po matce. Výjimkou jsou např. kvasinky, u nichž každý z rodičů při pohlavním rozmnožování přispívá do celkového genofondu svých potomků napůl (biparentální dědičnost).
Maternální dědičnosti mtDNA lze využít pro různé genetické analýzy a byla na jejím základě určena i migrace lidstva. Posledním společným předkem všech lidských mitochondriálních DNA je tzv. mitochondriální Eva. Následující diagram zobrazuje migrace lidí od doby, kdy žila mitochondriální Eva:
| Fylogenetický strom haploskupin lidské mitochondriální DNA (mtDNA) |                                      |      |      |      |      |      |      |      |      |      |      |      |      |      |    |    |        |        |   |   |   |   |   |   |   |  |   |   |   |   |  |  |  |  |    |    |    |
|                                                                    | Poslední společný předek (mtDNA) (L) |      |      |      |      |      |      |      |      |      |      |      |      |      |    |    |        |        |   |   |   |   |   |   |   |  |   |   |   |   |  |  |  |  |    |    |    |
| L0                                                                 | L1–6                                 | L1–6 | L1–6 | L1–6 | L1–6 | L1–6 | L1–6 | L1–6 | L1–6 | L1–6 | L1–6 | L1–6 | L1–6 | L1–6 |    |    |        |        |   |   |   |   |   |   |   |  |   |   |   |   |  |  |  |  |    |    |    |
| L0                                                                 | L1                                   | L2   |      |      |      | L3   | L3   | L3   | L3   | L3   | L3   | L3   | L3   | L3   | L3 | L3 | L3     | L3     |   |   |   |   |   |   |   |  |   |   |   |   |  |  |  |  | L4 | L5 | L6 |
| L0                                                                 | L1                                   | L2   | M    | M    | M    | M    | M    | M    | M    | N    | N    | N    | N    | N    | N  |    |        |        |   |   |   |   |   |   |   |  |   |   |   |   |  |  |  |  | L4 | L5 | L6 |
| L0                                                                 | L1                                   | L2   | CZ   | CZ   | D    | E    | G    | Q    |      | O    | A    | S    | R    | R    | R  | R  | R      | R      | R | R | R | R | R | R | R |  | I | W | X | Y |  |  |  |  | L4 | L5 | L6 |
| L0                                                                 | L1                                   | L2   | C    | Z    | D    | E    | G    | Q    | B    | O    | A    | S    | F    | R0   | R0 |    | pre-JT | pre-JT |   |   | P | P |   | U |   |  | I | W | X | Y |  |  |  |  | L4 | L5 | L6 |
| L0                                                                 | L1                                   | L2   | C    | Z    | D    | E    | G    | Q    | B    | O    | A    | S    | F    | HV   | HV | JT | JT     | K      |   |   | P | P |   |   |   |  | I | W | X | Y |  |  |  |  | L4 | L5 | L6 |
| L0                                                                 | L1                                   | L2   | C    | Z    | D    | E    | G    | Q    | B    | O    | A    | S    | F    | H    | V  | J  | T      | K      |   |   | P | P |   |   |   |  | I | W | X | Y |  |  |  |  | L4 | L5 | L6 |